# T visum
Et T visum (eng.: "T visa") er et amerikansk visum som kan gives til ofre for menneskehandel til USA, der giver dem opholdstilladelse hvis de vidner mod bagmændene for handlen.

## Baggrund
Den amerikanske regering anslår at op til 50.000 mennesker årligt bliver illegalt handlet mod deres vilje over den amerikanske grænse; hovedsageligt kvinder og børn som sælges ind i tvangsprostitution. Som svar på denne handel har den amerikanske regering gennemført et lovkompleks kaldet Victims of Trafficking and Violence Protection Act of 2000 (VTVPA; "Handels- og voldsoffer beskyttelse lov af 2000"), hvilke iblandt andre ting, giver mulighed for at tildele et tre års midlertidigt opholdstilladelse som derefter kan skiftes til permanent opholdstilladelse. Der er i lovpakken mulighed for 5.000 T visum, om end der kun er udsted 1.000 indtil oktober 2006.

## Rådighed
T-1 visum kan tildeles mennesker som:
- er kommet illegalt til USA for at indgå i ufrivillig prostitution, tvangsarbejde, gældtrældom eller slaveri
- kom til USA som resultat af magt, bedrag eller tvang
- ville lide ekstremt afsavn hvis deporteret
- angav menneskehandelsovertrædelsen til myndighederne og, hvis mindst 15 år gammel, hjalp til i opklaringen og retssagen

Relaterede visa inkludere:
- T-2 visum – T-1 ansøgerens partner
- T-3 visum – T-1 ansøgerens børn
- T-4 visum – T-1 ansøgerens forældre, hvis ansøgeren er barn